# Јован Шетрајчић
Јован П. Шетрајчић (Нови Сад, 7. април 1951) српски је физичар, универзитетски професор и академик. Шетрајчић је члан Академије наука и умјетности Републике Српске.

## Биографија
Студије физике је завршио 1974. на ПМФ у Новом Саду, након чега се посветио Магистарским студијама на одсеку Теоријске физике чврстог стања ПМФ у Београду. Магистарске студије завршава 1983. године. Докторску дисертацију из теоријске физике на ПМФ у Новом Саду одбранио 1985. Научно усавршавање спровео у Карпачу (Пољска) 1987. године.
Његов научно-стручни опус до сада броји: 30 монографија или поглавља у монографијама и преко 360 објављених радова. У (ко)ауторству је објавио више од 50 наслова уџбеничке литературе и то углавном у по неколико издања и више превода. Рецензирао је и уређивао тридесетак уџбеника, монографија, зборника и књига из физике, биофизике и науке о материјалима. У свом досадашњем научно-истраживачком периоду његови радови су били цитирани преко 240 пута.
На Универзитету у Бањој Луци као професор физике био је присутан од 1985/86. године, када је изабран за професора Педагошке академије, после је предавао на Пољопривредном факултету и на Филозофском, после ПМФ, те на Архитектонско-грађевинском факултету. Био је члан Комисија за оснивање Филозофског и ПМФ Универзитета у Бањој Луци. За члана Акаденије наука и умјетности Републике Српске изабран је 2004. године.
. Члан је петнаест научно-стручних асоцијација, члан председништва Друштва за истраживање материјала Србије и члан Редакција два научна часописа и једног стално-излазећег међународног зборника.